# Dzwonkówka muszelkowata

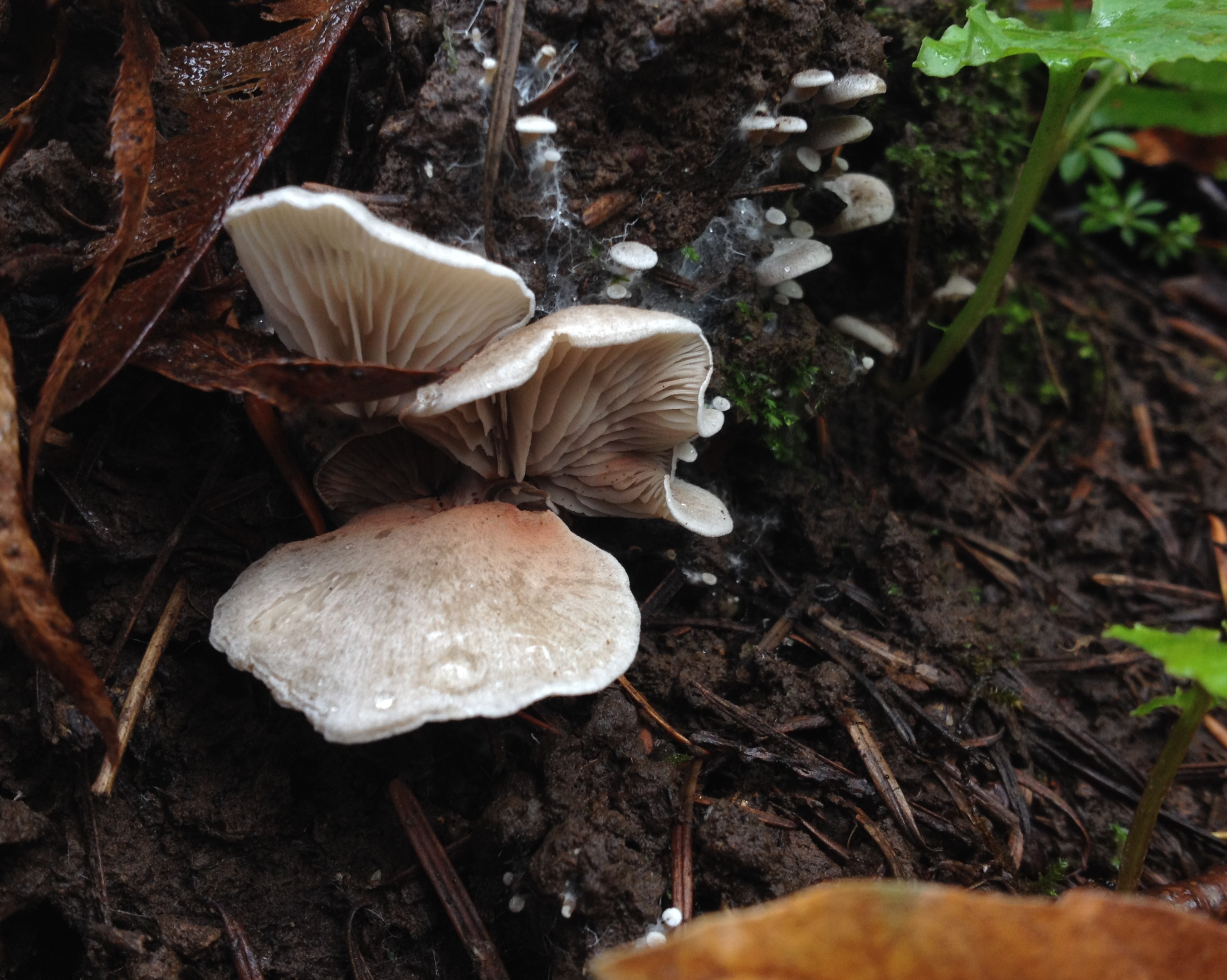

Dzwonkówka muszelkowata (Entoloma byssisedum (Pers.) Donk) – gatunek grzybów z rodziny dzwonkówkowatych (Entolomataceae).

## Systematyka i nazewnictwo
Pozycja w klasyfikacji według Index Fungorum: Entoloma, Entolomataceae, Agaricales, Agaricomycetidae, Agaricomycetes, Agaricomycotina, Basidiomycota, Fungi.
Po raz pierwszy takson ten zdiagnozował w 1800 r. Christiaan Hendrik Persoon, nadając mu nazwę Agaricus byssisedus. Obecną, uznaną przez Index Fungorum nazwę nadał mu w 1949 r. Marinus Anton Donk, przenosząc go do rodzaju Entoloma. Synonimy:

- Agaricus byssisedus Pers. 1800
- Claudopus byssisedus (Pers.) Gillet 1876
- Crepidotus byssisedus (Pers.) P. Kumm. 1871
- Entoloma byssisedum (Pers.) Donk, 1949 var. byssisedum
- Entoloma byssisedum var. microsporum Esteve-Rav. & Noordel. 2004
- Rhodophyllus byssisedus (Pers.) Quél. 1886[2].

Nazwę polską zaproponował Władysław Wojewoda w 2003 r.

## Morfologia
Kapelusz
Średnica 3–11 mm, kształt płaskowypukły, czasami wklęsły lub muszelkowaty. Brzeg nieregularnie falisty, początkowo podgięty, potem wyprostowany. Jest niehigrofaniczny i nieprzeźroczysty (nie prześwitują blaszki). Powierzchnia gładka, bladoszara lub brązowa, promieniście włóknista lub włochata, czasami strefowana, matowa lub błyszcząca.
Blaszki
Średniogęste, w liczbie 10–25, z międzyblaszkami (I = 0–5), cienkie, przyrośnięte lub zbiegające. Początkowo są białe lub jasnoszare, potem różowo-brązowe. Ostrza równe lub nieco poszarpane, tej samej barwy co blaszki.
Trzon
Wysokość 1–5 mm, grubość do 0,5–1 mm, początkowo czasem centralny, potem mimośrodowy lub boczny, pełny. Powierzchnia tej samej barwy co kapelusz, oprószona lub wyraźnie jedwabista i prążkowana, czasami z białymi strzępkami grzybni u podstawy.
Miąższ
Bardzo cienki. Zapach mączny, szczególnie podczas cięcia lub po zgnieceniu. Smak mączno-zjełczały.
Cechy mikroskopowe
Zarodniki (9,5–) 10,0–12,0 (–11,5) × 6,5–8,0 μm, w widoku z boku nieregularnie 5–7-kątne. Podstawki 22–37 × 9–11,5 μm, 4-, rzadko również 2-zarodnikowe, ze sprzążkami. Cystyd brak. Strzępki w skórce kapelusza o szerokości 2–9 μm, ułożone promieniście, czasami tworzące przejście do trichodermy z nabrzmiałymi końcami o szerokości do 15 μm. Błony pigmentowe w komórkach skórki inkrustowane. Strzępki ze sprzążkami, ale tylko w hymenium i subhymenium.

## Występowanie i siedlisko
Dzwonkówka muszelkowata znana jest głównie w Europie. Jest tutaj szeroko rozprzestrzeniona od Hiszpanii po północne rejony Półwyspu Skandynawskiego. Poza Europą odnotowano jej występowanie w Kalifornii w USA oraz na Nowej Zelandii. Jest rzadka, ale prawdopodobnie często niedostrzegana z powodu niewielkich rozmiarów. Prawdopodobnie występuje na całym świecie w regionach o klimacie umiarkowanym i borealnym. W piśmiennictwie naukowym do 2003 r. na terenie Polski podano 7 stanowisk. Aktualne stanowiska podaje internetowy atlas grzybów. Dzwonkówka muszelkowata znajduje się na Czerwonej liście roślin i grzybów Polski. Ma status R – gatunek rzadki. Znajduje się na listach gatunków zagrożonych także w Niemczech i Słowacji.
Grzyb saprotroficzny rosnący pojedynczo lub w grupach na ziemi lub na mchach, zgniłych liściach, drewnie itp., a także na grzybach jako grzyb nagrzybny.